# Petite Barguelonne
Die Petite Barguelonne (auch Barguelonnette genannt) ist ein Fluss in Frankreich, der in der Region Okzitanien verläuft. Sie entspringt im Gemeindegebiet von Villesèque, entwässert generell Richtung Südwest und mündet nach rund 35 Kilometern an der Gemeindegrenze von Miramont-de-Quercy und Montesquieu als rechter Nebenfluss in die Barguelonne, die im Oberlauf auch Grande Barguelonne genannt wird. Auf ihrem Weg durchquert die Petite Barguelonne die Départements Lot und Tarn-et-Garonne.

## Orte am Fluss
(Reihenfolge in Fließrichtung)
- Villesèque
- Saint-Pantaléon
- Saint-Daunès
- Montcuq
- Lebreil
- Lauzerte
- Saint-Amans-de-Pellagal
- Saint-Pierre-de-Najac, (Gemeinde Miramont-de-Quercy)